# Jeff Kaake
Jeff Kaake (* 10. Januar 1959 in Detroit, Michigan) ist ein US-amerikanischer Schauspieler. 

## Leben
Jeff Kaake wuchs in Detroit auf. 1980 zog er nach Südkalifornien um Schauspieler zu werden. Nach einigen Jahren Schauspielunterricht startete er 1984 seine Schauspielkarriere. Seine ersten nennenswerten Auftritte hatte er in Der Denver-Clan und Dallas. Seine bekanntesten Rollen sind Thomas Cole in Viper, Captain John Boon in Space Rangers und Paul Morrisey in Die Ninja-Cops. 
Mit seiner Frau Kimberly hat Jeff Kaake einen Sohn Jeremy Vaughan.

## Filmografie
- 1984: Three's a Crowd (Fernsehserie, eine Folge)
- 1984–1989: Der Denver-Clan (Dynasty, Fernsehserie, 4 Folgen)
- 1986: Dallas (Fernsehserie, eine Folge)
- 1986–1987: Touchdown (1st & Ten, Fernsehserie, 10 Folgen)
- 1987: Hunter (Fernsehserie, eine Folge)
- 1987: Die glorreichen Zwei (Fernsehserie, eine Folge)
- 1990: Die Ninja-Cops (Nasty Boys, Fernsehserie, 13 Folgen)
- 1991: Mord ist ihr Hobby (Murder, She Wrote, Fernsehserie, eine Folge)
- 1992: Lady Boss (Fernsehserie, eine Folge)
- 1993: Palm Beach-Duo (Silk Stalkings, Fernsehserie, eine Folge)
- 1993–1994: Space Rangers (Fernsehserie, 6 Folgen)
- 1994: Melrose Place (Fernsehserie, 4 Folgen)
- 1994: Diagnose: Mord (Diagnosis Murder, Fernsehserie, eine Folge)
- 1994: Robins Club (Fernsehserie, eine Folge)
- 1995: Renegade – Gnadenlose Jagd (Renegade, Fernsehserie, eine Folge)
- 1995: Wer ist hier der Cop? (Hudson Street, Fernsehserie, eine Folge)
- 1995: Hart aber herzlich: Max' Vermächtnis (Two Harts in 3⁄4 Time)
- 1996: Der Sentinel – Im Auge des Jägers (The Sentinel, Fernsehserie, eine Folge)
- 1996–1998: Viper (Fernsehserie, 44 Folgen)
- 1999: D.R.E.A.M. Team
- 2004: Schatten der Leidenschaft (The Young and the Restless, Fernsehserie, 3 Folgen)
- 2015: Das Echelon-Desaster (Stormageddon)